# Die Höhle der Gesetzlosen
Die Höhle der Gesetzlosen ist ein US-amerikanischer Western aus dem Jahr 1951 von William Castle mit Macdonald Carey und Alexis Smith in den Hauptrollen. Der Film wurde von Universal-International Pictures produziert.

## Handlung
In Arizona erbeutet eine Räuberbande einen Goldsack und flüchtet damit zu ihrem Versteck in einer Höhle. Die Bande wird verfolgt und in der Höhle gestellt. Beim folgenden Gefecht werden bis auf den jungen Pete Carver alle Räuber getötet. Pete wird festgenommen und zu 15 Jahren Gefängnis verurteilt.
Mit 15 Dollar in der Tasche wird Pete aus dem Gefängnis entlassen. Er kehrt nach Cooper Bend zurück, der Stadt, die am nächsten an der Höhle liegt. In der Zwischenzeit ist die Stadt durch zahlreiche Kupferminen in der Gegend zu Wohlstand gekommen. Da das geraubte Gold bislang nicht wieder aufgetaucht ist, hat das für den Transport zuständige Unternehmen Wells Fargo den Detektiv Dobbs engagiert, das Gold zu finden. Dobbs folgt Pete in der Annahme, dass der wisse, wo das Gold versteckt ist. Auch die Einwohner sind dieser Meinung und bieten ihm Kredite an. Als Pete in einem Hotel ein Zimmer mietet, wird er von Elizabeth Trent angesprochen, der Herausgeberin der eingestellten Zeitung Clarion. Sie hofft, dass Pete investiert, und sie die Zeitung wieder herausgeben kann. Tatsächlich erklärt sich Pete zur Investition bereit. Elizabeth, deren Mann Ed vor einem Jahr auf der Suche nach dem Gold verschwand, stellt ihren ehemaligen Drucker Cooley wieder ein.
Pete sucht in einer Nacht die Höhle auf, kann aber kein Gold finden. Am Höhleneingang erwartet ihn Dobbs. Pete ist der Meinung, dass sein Vater, ebenfalls ein Mitglied der Bande, das Gold vor seinem Tod an einer anderen Stelle vergraben hat. Am nächsten Tag erfährt er, dass sich Elizabeth mit Ben Cross, dem reichsten Mann der Stadt, verabredet. Er macht ihr den Vorwurf, dass sie sich nur wegen Petes Geld mit ihm getroffen hat. Elizabeth, die sich in Pete verliebt hat, gibt ihm eine Ohrfeige. Auf der Straße wird Pete von zwei Männern überfallen. Garth, ein Mitarbeiter von Cross, kommt ihm zu Hilfe. Garth bringt ihn zu Dobbs, der ihm anbietet, Dobbs aus dem Weg zu schaffen, wenn er im Gegenzug Elizabeth nicht mehr trifft. Cross gibt an, dass Ed tot sei und er eine Beziehung mit der Witwe habe. Pete geht in den Saloon, um seine Enttäuschung in Whiskey zu ertränken. Elizabeth trifft ihn dort an und kann ihn überzeugen, dass Cross gelogen hat. Er verspricht ihr, nicht mehr nach dem Gold zu suchen und arbeitet mit ihr an der Zeitung.
Nach einigen Tagen taucht Cross auf und warnt Elizabeth, dass Pete genauso besessen von dem Gold sei wie damals Ed. Pete ist wegen des Besuchs misstrauisch und erzählt Dobbs von Cross’ Angebot. Am nächsten Tag gehen beide zur Höhle. Sie werden von Garth verfolgt. Pete bemerkt ihn und schießt ihn an. Der Verletzte gesteht, dass Cross Ed zur Höhle geschickt hat und ihn dann erschoss, als er das Gold gefunden hatte. Da Eds Leiche spurlos verschwand, glaubt er, dass sie eine Klippe heruntergestoßen wurde. Pete kennt eine Klippe und führt Dobbs hin. Dobbs will hinabklettern, rutscht aus und bricht sich ein Bein. Zufällig stößt er dabei auf Eds Leiche und das Gold. Pete trägt Dobbs wieder hoch, beide werden von Garth beschossen. Dobbs erschießt Garth und verspricht Pete, zu dessen Gunsten auszusagen. Beide schaffen es zu Elizabeths Haus. Pete erzählt ihr von Eds Schicksal, doch Elizabeth stürmt zornig aus dem Haus, nachdem sie Pete vorgeworfen hat, doch nur wegen des Goldes gekommen zu sein.
Später willigt Elizabeth ein, in der Zeitung über Cross als Mörder zu berichten. Der aufgebrachte Cross erscheint, um sich mit Pete zu duellieren. Er schießt Pete in den Arm, doch als Pete anlegt, bittet er um eine Gerichtsverhandlung. Die Kugel, die aus Petes Arm geholt wird, besteht aus Kupfer. Pete hat eine Idee und eilt zur Höhle. Dobbs und Elizabeth folgen ihm. Doch Pete hat es nicht auf das Gold abgesehen. Er präsentiert Dobbs die Kugel, die Ed getötet hat und ebenfalls aus Kupfer besteht. Dann hört er Elizabeths Stimme in der Höhle und will zu ihr gehen. Dobbs und Elizabeth wurden jedoch von Cross verfolgt, der nun Elizabeth packt. Cross hat zwei Handlanger dabei, die Pete zum Gold führen soll. Beide stürzen auf dem rutschigen Pfad ab in die Tiefe. Pete rennt zurück zur Höhle, um Elizabeth zu befreien. Vom Höhleneingang erschießt Dobbs Cross, Elizabeth springt in Petes Arme. Dobbs amüsiert die Ironie, dass Pete eine Belohnung für das Auffinden des Goldes bekommt, an dessen Raub er beteiligt war.

## Produktion

### Hintergrund
Gedreht wurde der Film vom 27. März bis Ende April 1951 im Carlsbad-Caverns-Nationalpark, in den Vasquez Rocks, auf Santa Catalina Island, auf der Iverson Movie Ranch in Chatsworth sowie in den Universal-Studios in Universal City.
Universal kaufte im September 1950 die Filmrechte an der Originalstory von Elizabeth Wilson und beauftragte sie mit der Adaption eines Drehbuchs. Für die Hauptrolle war ursprünglich Howard Duff vorgesehen, der jedoch wegen eines gebrochenen Beines absagen musste.

### Stab
Bernard Herzbrun und Nathan Juran oblag die künstlerische Leitung. Russell A. Gausman und Oliver Emert waren für das Szenenbild zuständig, Bill Thomas für die Kostüme, Bud Westmore für das Maskenbild. Verantwortliche Toningenieure waren Leslie I. Carey, Glenn A. Anderson und John Kemp. Neben Jesse Hibbs war auch Joseph Gershenson als Regieassistent beteiligt.

### Besetzung
In einer kleinen nicht im Abspann erwähnten Nebenrolle trat Russ Tamblyn auf.

## Synchronisation
Die deutsche Synchronfassung entstand 1951 im Auftrag der Berliner Synchron GmbH Wenzel Lüdecke unter der Dialogregie von Bodo Francke nach einem Dialogbuch von Fritz A. Koeniger.
| Rolle           | Schauspieler   | Deutscher Synchronsprecher |
| --------------- | -------------- | -------------------------- |
| Macdonald Carey | Pete Carver    | Heinz Engelmann            |
| Elizabeth Trent | Alexis Smith   | Edith Schneider            |
| Dobbs           | Edgar Buchanan | Paul Wagner                |
| Ben Cross       | Victor Jory    | Klaus Miedel               |
| Garth           | Hugh O’Brian   | Horst Niendorf             |
| Sheriff         | Hugh Sanders   | Robert Klupp               |
| Doc             | Raymond Bond   | Friedrich Joloff           |

## Veröffentlichung
Die Premiere des Films fand im November 1951 statt. In der Bundesrepublik Deutschland kam er am 29. August 1958 in die Kinos.

## Kritiken
Das Lexikon des internationalen Films schrieb: „Ein routiniert entwickelter abenteuerlich-kriminalistischer Western mit anhaltender Spannung, reizvoll fotografiert.“